# Dongxi (ort i Kina, Sichuan, lat 32,07, long 106,25)
Dongxi (kinesiska: 东溪) är en ort i Kina. Den ligger i provinsen Sichuan, i den sydvästra delen av landet, omkring 260 kilometer nordost om provinshuvudstaden Chengdu. Antalet invånare är 4 000.
Runt Dongxi är det tätbefolkat, med 343 invånare per kvadratkilometer. Närmaste större samhälle är Gaopo, 8,9 km öster om Dongxi. I omgivningarna runt Dongxi växer i huvudsak blandskog.
Genomsnittlig årsnederbörd är 1 312 millimeter. Den regnigaste månaden är juli, med i genomsnitt 346 mm nederbörd, och den torraste är december, med 2 mm nederbörd.